# The Irish Policeman
The Irish Policeman è un cortometraggio muto del 1913 diretto da Allen Ramsey.

## Produzione
Il film fu prodotto dalla Edison Company. Venne girato con il sistema del Kinetophone (chiamato anche Phonokinetoscope), uno dei primi tentativi di cinema sonoro inventati da Edison e Dickson per creare un sistema di cinema sonoro già dal 1893, quando fu presentato all'Esposizione Mondiale di Chicago. Nel 1913, Edison presentò il nuovo Kinetophone.

## Distribuzione
Distribuito dalla General Film Company.